# موسز أولويا
موسز أولويا (بالإنجليزية: Moses Oloya)‏ (مواليد 22 أكتوبر 1992) هو لاعب كرة قدم أوغندي دولي يلعب لصالح نادي هانوي تي أند تي الفيتنامي كلاعب وسط.

## حياته الشخصية
يلعب أخوه جيمي كيديغا أيضًا مع منتخب أوغندا.

## مسيرته
لعب موسز في أوغندا وفيتنام وروسيا للأندية كامبالا سيتي وسوان تان سايغون وبيكامكس بين دونغ وكوبان كراسنودار وهانوي تي أند تي.
أما دوليًا، لعب مباراته الدولية الأولى مع منتخب أوغندا عام 2011، كما شارك في مباريات تصفيات كأس العالم لكرة القدم.

## إحصائياته الدولية
آخر تحديث 21 يناير 2017.
| أوغندا  | أوغندا | أوغندا |
| السنة   | ظهور   | أهداف  |
| ------- | ------ | ------ |
| 2011    | 8      | 0      |
| 2012    | 11     | 0      |
| 2013    | 4      | 0      |
| 2014    | 10     | 0      |
| 2015    | 2      | 0      |
| 2016    | 8      | 0      |
| 2017    | 3      | 1      |
| المجموع | 46     | 1      |

### الأهداف الدولية
آخر تحديث 21 يناير 2017.
| م | التاريخ      | الملعب                                                     | الخصم    | النتيجة | المنافسة    |
| - | ------------ | ---------------------------------------------------------- | -------- | ------- | ----------- |
| 1 | 8 يناير 2017 | ستاد مدينة زايد الرياضية، أبوظبي، الإمارات العربية المتحدة | سلوفاكيا | 3–1     | مباراة ودية |

## روابط خارجية
- موسز أولويا على موقع الاتحاد الدولي (مؤرشف)  (الإنجليزية)
- موسز أولويا على موقع قاعدة بيانات كرة القدم.إي يو (الإنجليزية)
- موسز أولويا على موقع ناشيونال فوتبول تيمز (الإنجليزية)
- موسز أولويا على موقع Soccerway.com (الإنجليزية)